# Constantino Nikolaevich da Rússia
Constantino Nikolaevich da Rússia (em russo:  Великий князь Константин Николаевич; transl. velikiy knyaz Konstantin Nikolaevich), (9 de setembro de 1827 – 13 de janeiro de 1892) foi o segundo filho do czar Nicolau I da Rússia.
Durante o reinado do seu irmão Alexandre II, Constantino foi almirante da frota russa e introduziu grandes reformas na Marinha Russa. Foi também uma figura central na emancipação dos servos na Rússia. Teve menos sucesso como vice-rei da Polónia e teve de ser chamado de volta à Rússia onde foi atacado pelo seu liberalismo.
Após o assassinato do seu irmão Alexandre II, Constantino deixou de estar numa posição favorável. O novo czar, Alexandre III, seu sobrinho, opôs-se às ideias liberais e gradualmente retirou-o de todas as suas posições governamentais. A sua reforma foi marcada de conflitos e crises familiares. Após sofrer um ataque cardíaco, passou os seus últimos anos como um inválido.

## Educação

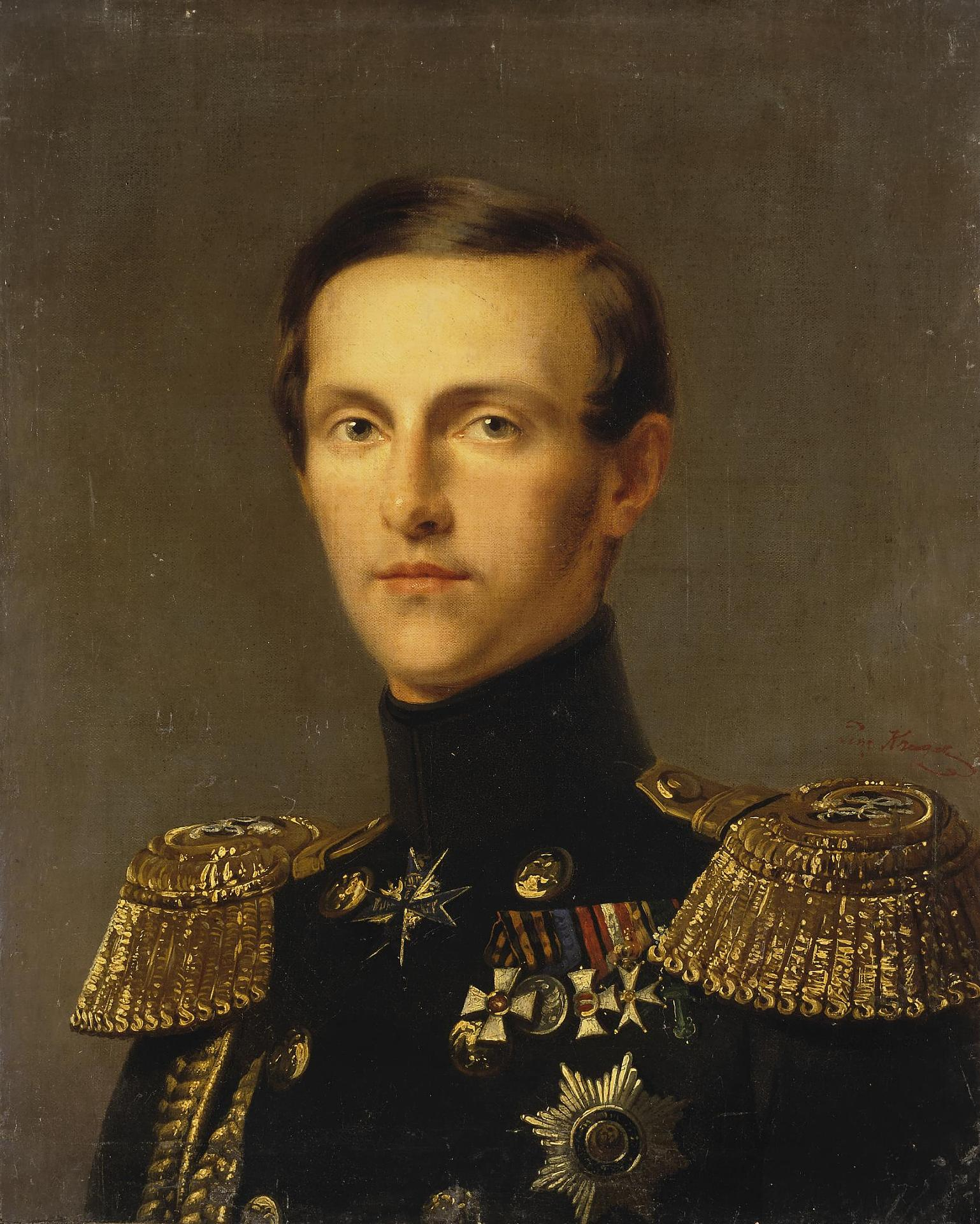
O grão-duque Constantino quando jovem.

Constantino nasceu em 9 de setembro de 1827 no Palácio de Inverno em São Petersburgo, sendo o segundo filho e quinta criança do czar Nicolau I da Rússia e da sua consorte, a imperatriz Alexandra Feodorovna. Os seus pais ficaram felizes por ter um segundo rapaz após nove anos onde nasceram apenas filhas. Nicolau I e a sua esposa eram muito dedicados um ao outro e aos seus filhos, dando-lhes uma excelente educação.
Normalmente as crianças imperiais eram mantidas sob supervisão feminina até chegarem aos sete anos de idade. Contudo, quando Constantino tinha cinco anos tinha-se tornado demasiado independente e difícil de lidar para a sua governanta, por isso o seu pai contratou um tutor masculino para cuidar dele. Nicolau I pretendia que o seu filho se tornasse Almirante Geral da Marinha Russa e, com este objectivo, escolheu Feodor Litke para tratar da educação do filho. Litke, que tinha dado a volta ao mundo aos vinte anos de idade, era um homem directo e decidido, sem medo da controvérsia ou ofensa e passou estas qualidades ao seu estudante. Treinou o rapaz em ciências navais e encheu-lhe a cabeça de contos sobre o mar, conquistando a sua amizade para o resto da vida. As línguas eram também uma parte importante da educação de um grão-duque e Constantino aprendeu russo, inglês, alemão e francês. À medida que cresceu, as lições de Constantino foram-se tornando mais longas e complexas, passando a incluir Matemática, Ciências, Estatísticas e Administração Governamental. Também começaram cedo lições e exercícios militares. Constantino também gostava de música, aprendendo a tocar piano e violoncelo. Gostava de desenhar e tinha um grande gosto pelas artes. Também era um leitor entusiasta e o seu fascínio por Homero levou-o a traduzir a “Odisseia” de alemão para russo.
Em 1835, Constantino acompanhou os seus pais numa viagem até à Alemanha e desde cedo foi ensinado a manter um diário. Quando tinha apenas oito anos de idade, recebeu um pequeno iate que tinha autorização para navegar de Peterhof até Kronstadt, passando os seus dias no mar para regressar a casa apenas à noite. Em 1836, acompanhado pelo seu tutor, embarcou numa longa expedição marítima e foi-lhe dado o comando da fragata russa “Hércules” que era dirigida por Litke. Durante o seu treino, Constantino foi tratado como qualquer outro cadete marinho ao ponto de o seu título de grão-duque ser dispensado durante esse período. Foi colocado em serviços de vigia à meia-noite independentemente de chuvas e tempestades. Aos dezasseis anos foi promovido a capitão e comandou a fragata “Ulisses”, visitando vários portos por todo o Golfo da Finlândia e embarcando numa digressão pelo sul da Europa que o levou até ao Mediterrâneo.
O encorajamento e orientação da sua tia, a grã-duquesa Helena Pavlovna da Rússia foi outro factor importante na sua educação. Helena fez dele seu protegido, alargando o seu interesse em música e literatura e introduzindo-o a ideais científicos. A grã-duquesa era conhecida pelas suas ideias liberais e teve uma grande influência nas futuras visões políticas do seu sobrinho. Com a influência do seu tutor, Constantino começou as suas tentativas de entrar na vida oficial, patrocinando a nova Sociedade Geográfica Russa. Esta organização pertencia ao Ministério dos Assuntos Internos que albergava um grande número de burocratas liberais incluindo Nikolai Miliutin.

## Casamento

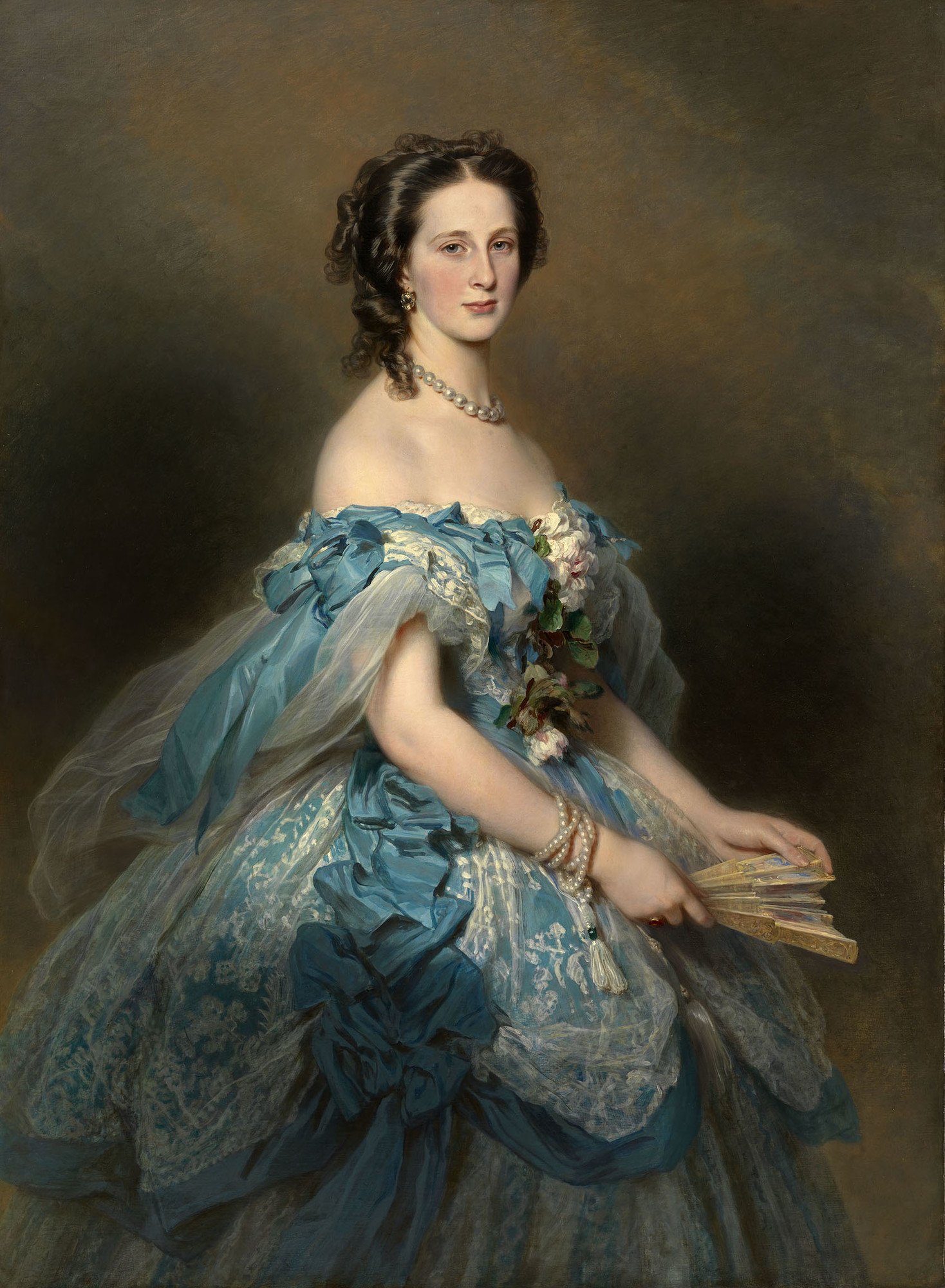
Alexandra Iosifovna, esposa do grão-duque Constantino Nikolaevich

Os membros masculinos da família Romanov eram conhecidos pela sua beleza e altura, mas Constantino era bastante baixo e feio. Um observador descreveu-o: "A sua face era pálida, a cor do seu cabelo bastante neutra e parecia-se com a areia da costa. Os seus olhos eram cinzentos, sonhadores e um pouco fechados e tinha um enorme nariz que parecia de madeira e que substitua os contornos gregos do pai." Tinha uma voz alta, uma personalidade dominadora e modos bruscos. Com um temperamento quente, Constantino era um homem difícil e muitas vezes desagradável.
Em 1846, a sua irmã, a grã-duquesa Olga Nikolaevna da Rússia, casou-se com o príncipe-herdeiro Carlos de Württemberg. Constantino foi com a sua irmã até Estugarda para assistir ao casamento e depois continuou a sua viagem até Altemburgo para ser apresentado à princesa Alexandra de Saxe-Altemburgo. Os seus pais tinham organizado o encontro pensando que Alexandra seria um bom partido para Constantino. A princesa era extremamente bonita, alta e magra e o grão-duque ficou imediatamente interessado em casar com ela. "Não sei o que se passa comigo. É como se fosse uma pessoa completamente diferente. Apenas um pensamento me faz mexer, apenas uma imagem me enche os olhos: para sempre apenas ela, o meu anjo, o meu universo. Penso que estou realmente apaixonado. Contudo o que pode isso significar? Apenas a conheço há algumas horas e já estou completamente imerso em paixão."
Constantino tinha dezanova anos e Alexandra era três anos mais nova quando ficaram noivos, mas tiveram de esperar mais dois anos para se poderem casar. No dia 12 de Outubro de 1847, Alexandra chegou à Rússia. Em Fevereiro converteu-se à Igreja Ortodoxa Russa, passando a chamar-se grã-duquesa Alexandra Iosifovna. Casaram-se seis meses depois, no dia 11 de Setembro de 1848 no Palácio de Inverno. Ambos eram muito musicais: ele tocava violoncelo e ela piano. Parecia ser um bom casamento. Durante os primeiros anos foram um casal dedicado, começando a sua vida em conjunto com grande felicidade. Nos anos que se seguiram tiveram seis filhos. A família viveu em alguns dos mais luxuosos palácios do Império Russo: o Pavlovsk, o Strelna e o Palácio de Mármore que Constantino tinha recebido como prenda de casamento dos seus pais juntamente com Strelna, no Golfo da Finlândia. Um ano depois do casamento, o grão-duque recebeu o Palácio de Pavlovsk do seu tio Miguel Pavlovich e, após a morte da sua mãe, herdou o Palácio de Oreanda na Crimeia.

## Primeiros anos de carreira

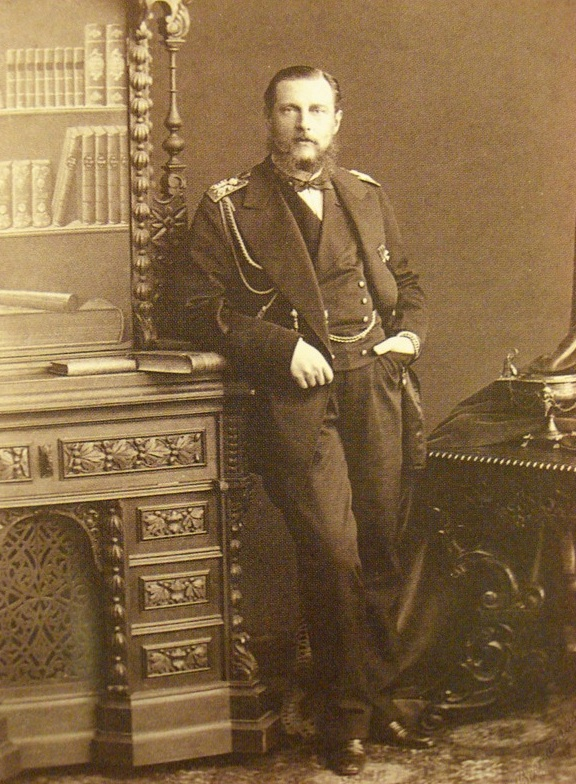
Constantino Nikolaevich na sua idade adulta.

Em 1849, como jovem oficial, Constantino participou na campanha da Rússia em apoio da Áustria contra a insurreição da Hungria. Foi o seu primeiro teste verdadeiro num conflito militar. Participou em três perigosas batalhas sob fogo inimigo. Pela coragem demonstrada, recebeu a Cruz de São Jorge. Um ano mais tarde, Constantino foi nomeado membro do Conselho de Estado.
Em 1853, o pai de Constantino, o czar Nicolau I, fez dele Almirante Geral da Marinha Imperial e chefe do Departamento da Marinha Imperial. Nesta posição, Constantino tinha a tarefa de introduzir reformas à Marinha, que praticamente não tinha mudado desde os tempos de Pedro, o Grande. Durante o seu governo, Constantino teve de lidar com uma marinha arcaica e com a Guerra da Crimeia. No meio do conflito, o seu pai morreu, e ele aconselhou o seu irmão Alexandre II a sair de uma guerra que já estava perdida. No início de 1856, acompanhou o irmão à Crimeia para ver com os próprios olhos a devastação causada pela guerra. A partir de então, tornou-se num ávido defensor da paz, mesmo apesar da sua posição na marinha e das suas visões políticas progressivas. Os dois irmãos tinham uma boa relação e Constantino foi responsável por muitas reformas. Mais tarde, Constantino seria enviado numa missão diplomática para negociar com Napoleão III.

## Reforma naval
Os planos para uma profunda reforma da marinha foram a principal preocupação de Constantino no inicio do reinado do irmão, tendo visitando a Inglaterra e França em 1857 para estudar novas e modernas técnicas. Sabendo que a Rússia era uma potência militar menor, Constantino fez esforços para modernizar a frota do seu país. Sob as suas ordens, as velhas fragatas equipadas com canhões foram substituídas por novos materiais de ferro e aço equipados com artilharia moderna proveniente da França e Alemanha.
A partir de 1857 Constantino supervisionou um extenso programa de construção que transformou por completo a Marinha Imperial e a tornou numa superpotência mundial. Seguindo os seus planos, a frota báltica recebeu dezoito navios de batalha, doze fragatas e cem barcos de canhão, enquanto que a frota do Pacífico foi reforçada com doze navios de artilharia, nove de transporte e quatro fragatas. Apenas a frota do mar Negro foi largamente prejudicada devido às restrições impostas pela Rússia após a Guerra da Crimeia. Apesar de tudo o grão-duque equipou-a com nove navios de guerra, o máximo permitido pelo império.
O espírito de Constantino para a reforma teve de se confrontar com a burocracia da de departamentos monárquicos que obstruía cada movimento. “Quero navios e marinheiros, não multidões de clérigos”, disse ele. Era energético e determinado. À medida que fazia os seus planos avançarem na marinha, estava também envolvido em reformas nas escolas navais e militares, bem como com numa investigação de corrupção no exército e a revisão das leis de reforma do país. Abrupto, pouco paciente e extremamente contrário a qualquer um que se opusesse às suas ideias, assumiu os problemas do país que o seu sensível irmão mais velho não conseguia resolver.
Como é normal com reformadores, Constantino era tão amado quanto odiado. Um crítico chamou-o de “o mais inteligente e capaz dos irmãos de Alexandre II”, mas declarou também que era “demasiado egoísta para se dedicar a qualquer interesse real que afecte outros que não ele”. Contudo, o trabalho de Constantino teve uma vasta influência na Marinha Imperial Russa. Debaixo da sua influência, esta foi reconstruída e reforçada, com novo armamento e equipamento. Constantino deixou a Rússia como a terceira maior potência marítima do mundo, uma força que era conhecida pela sua força e temida pela sua disciplina de ataque.

## Emancipação dos servos

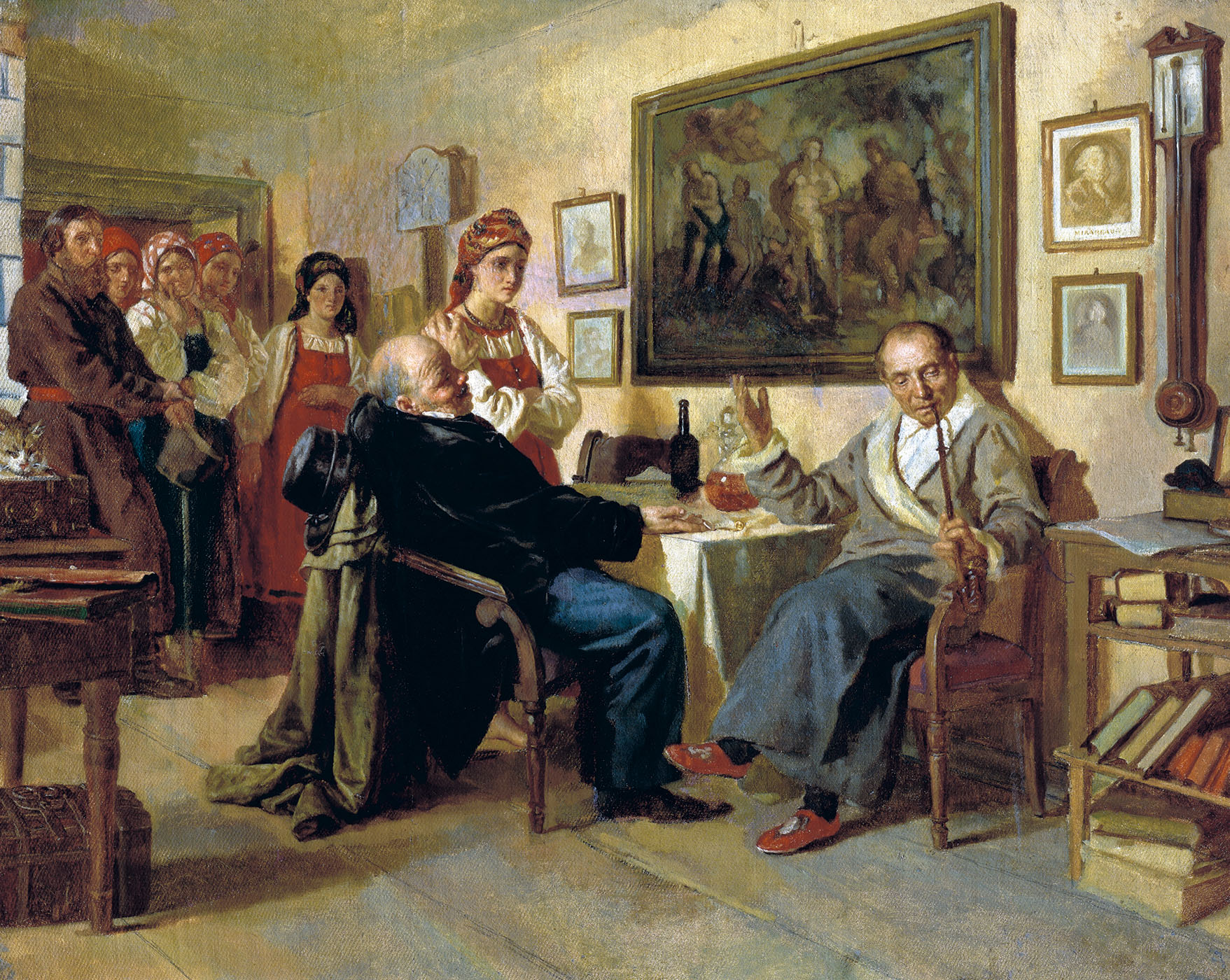
Quadro "O Mercado" de Nikolaj Wassiljewitsch Newrew representando o descontentamento dos servos russos

A mais importante reforma de todas foi a emancipação dos servos, uma política que se tornou odiada por vários sectores da nobreza russa. Quando a questão se levantou e os membros mais influentes do governo começaram a levantar problemas, Alexandre II pediu a Constantino para se juntar a ele em setembro de 1857. Quando o czar se sentia pouco seguro de si, o seu irmão mais novo tinha mais força de vontade e não se importava com o que outros pudessem pensar dele.
Em 1858 um grupo central para a emancipação que incluía apenas os membros mais progressivos (Constantino, Lanskoy, Yakov Rostovtsev, Nikolay Milyutin e os seus aliados) substituiu o antigo comité que tratava da questão. Mesmo na altura os progressos ainda se revelavam lentos, particularmente por vários membros se oporem ao temperamento rude do grão-duque.
Os oposicionistas no comité sabiam que nada modaria se discutissem com Constantino, mas continuaram a recorrer a todos os meios para o provocarem com o objectivo de o afastar dos trabalhos. O grão-duque enfrentou um grupo fracturado de representantes, dividido entre os reformistas dedicados que queriam implementar as ideias do imperador imediatamente e uma fracção de conservadores aristocratas que se opunham veemente ao fim da escravatura. Constantino estava particularmente enfurecido com o grande número de protestos contra o seu plano, comentando que eles nem mereciam sequer que lhes cuspisse. Em várias ocasiões Constantino quase não conseguiu manter o comité unido. A sua posição era difícil e era constantemente pressionado. Os seus inimigos retaliavam com ridículos e baixos boatos: “O Constantino”, diziam, “é maluco por se masturbar demasiado.”
Apesar de o seu irmão nunca ter deixado de o apoiar, após doze meses tempestuosos, Constantino fartou-se da “ignóbil nobreza”. Frustrado e desmotivado, o grão-duque deixou a Rússia para embarcar num cruzeiro no estrangeiro. Regressou ao seu posto quase um ano depois, refrescado com a sua ausência. Os dois irmãos uniram esforços e os resultados acabaram por se manifestar. Um plano geral foi elaborado, e quase cinco anos depois das primeiras discussões, a libertação dos servos tornou-se numa lei oficial em 1861. Alexandre II agradeceu publicamente a Constantino pela sua contribuição.

## Vice-rei da Polónia

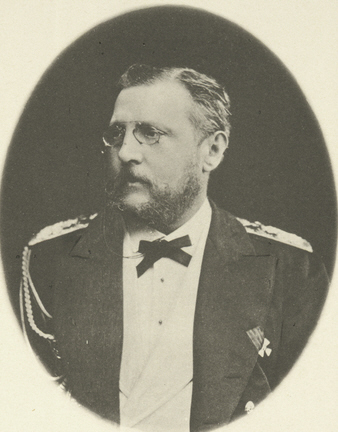
Constantino Nikolaevich.

Em 1861, o sector russo da Polónia, separado por leis próprias desde o século anterior, encontrava-se sob protesto e com uma lei antagónica. Alexandre II precisava de um governador hábil para a Polónia e decidiu chamar Constantino para a tarefa. No inicio de 1862, Constantino chegou a Varsóvia como o novo vice-rei do Reino da Polónia. No dia 4 de Julho do mesmo ano, o seu segundo dia como governador-geral, um aprendiz de alfaiate e um nacionalista polaco chamado Jonza viram-no a sair de um teatro da capital e tentaram matá-lo a tiro. A bala passou de raspão pelo ombro do grão-duque, mas não deixou ferimentos. Constantino descreveu o ataque da seguinte forma: "Fui até à praça e um homem saiu da multidão para se aproximar de mim. Tirou uma pistola do peito e disparou. Corri de volta para o teatro, senão teria sido morto."
Apesar de o czar lhe ter enviado um telegrama exigindo o seu regresso a São Petersburgo imediatamente, Constantino decidiu ficar e a sua esposa Alexandra apoiou-o. O homem que o tentou assassinar foi julgado e executado e Constantino pediu publicamente aos cidadãos de Varsóvia para parar com a violência. Após o ataque, passou a andar sempre acompanhado de um contingente de cossacos para onde quer que fosse.
Em Julho de 1862, a esposa de Constantino deu à luz o sexto e último filho do casal em Varsóvia. Para homenagear os polacos, os pais decidiram baptizar a criança com o nome polaco de Vacslav, mas os russos insistiram deveria ser utilizada a forma russa do nome (Viacheslav), que acabou por ser a escolhida. Nenhuma das formas agradou a nenhum dos dois povos. O segundo filho do czar Alexandre II, o grão-duque Alexandre Alexandrovich, foi enviado a Varsóvia para representar o seu pai como padrinho da criança. Sendo um jovem grande e desastrado de dezassete anos, o futuro czar Alexandre III derramou  um copo de vinho tinto na mesa de jantar. Constantino, da sua forma abrupta, chamou a atenção ao seu sobrinho dizendo: “Olhem que porco nos enviaram de São Petersburgo!”. Alexandre nunca esqueceria este insulto e durante o resto da sua vida teve aversão ao tio.
Constantino simpatizava com os polacos e, ignorando os conselhos dos generais do seu irmão, acabou com as leis conservadoras russas que persistiam no país e lançou-se num programa de liberalização. O polaco foi restaurado como língua oficial, abriram-se universidades e Constantino escolheu cidadãos polacos para vários cargos administrativos, juntando uma corte distinta de polacos e russos à sua volta. Constantino fez tudo o que pôde para agradar os polacos, mas as suas boas intenções não foram suficientes para os nacionalistas polacos que queriam nada mais nada menos do que a independência nem que a conseguissem à força.
Seguindo o conselho do imperador, Constantino ordenou uma forte mobilização de certos jovens polacos. A mobilização, anunciada no primeiro dia do ano de 1863, não tinha o objectivo de reforçar as linhas do exército, mas sim para identificar os jovens nacionalistas radicais. Este verdadeiro objectivo acabou por ser descoberto pela população e levou à Revolta de Janeiro. À resistência nacional juntou-se numa rebelião geral que se espalhou a nove antigas províncias polacas que tinham sido anexadas à Rússia onde proprietários de erra e clérigos poderosos estavam preparados para pôr fim ao domínio russo.
Lutas intensas, protestos, greves e até assassinatos políticos ameaçaram travar os avanços que Constantino tinha feito no reino com grande esforço. Foi forçado a restaurar o domínio russo e a ordenar uma severa repressão contra o movimento. Apesar de ser um grande adepto de assuntos navais, Constantino gostava pouco de lutas políticas e ainda menos de revoltas violentas. Em Agosto de 1863 pediu ao imperador para o retirar do posto de vice-rei e Alexandre II, ciente do quão atormentado o seu irmão tinha ficado com a situação em Varsóvia, aceitou a sua demissão. A insurreição foi finalmente travada em Maio de 1864 quando o mais conservador conde Teodoro Berg foi enviado para substituir Constantino.

## Presidente do Conselho de Estado
De volta a São Petersburgo, Constantino dedicou toda a sua atenção à Marinha. Passou vários anos a modernizar o Departamento Naval do Governo, alterando leis e reconhecendo novas formas de treino nos recrutas, conseguindo transformar com sucesso as antigas condições deploráveis a bordo de muitos navios, aproximando-os do modelo moderno. O castigo corporal foi banido em 1863 e o sistema tradicional de recrutamento naval foi drasticamente alterado.
Alexandre II, que apreciava o trabalho do seu irmão, nomeou Constantino Chefe do Comité Judicial, onde o grão-duque presidiu longas sessões e recomendou medidas revolucionárias para aproximar as leis russas de outros países modernos. Reconhecendo o seu trabalho, Alexandre II nomeou-o Chefe do Conselho de Ministros em 1865, o que tornava o grão-duque, basicamente, no Presidente do Conselho de Estado durante dezasseis anos. Apesar da sua falta de sensibilidade, sempre ouviu o czar e defendeu as visões do conselho. Isto trouxe-lhe muitos inimigos.
Constantino presidiu muitas instituições russas. Foi Chefe do Comité Geográfico da Rússia e orientou muitas instituições educacionais, incluindo a Sociedade Musical Russa. Sendo um defensor dos direitos dos servos, via o futuro da Rússia centrado a Este, embora admitindo que a defesa do Alasca constituía um fardo para o império. Constantino foi, assim, uma figura importante para persuadir o seu irmão a vender o estado aos Estados Unidos em 1867.

## Crise familiar

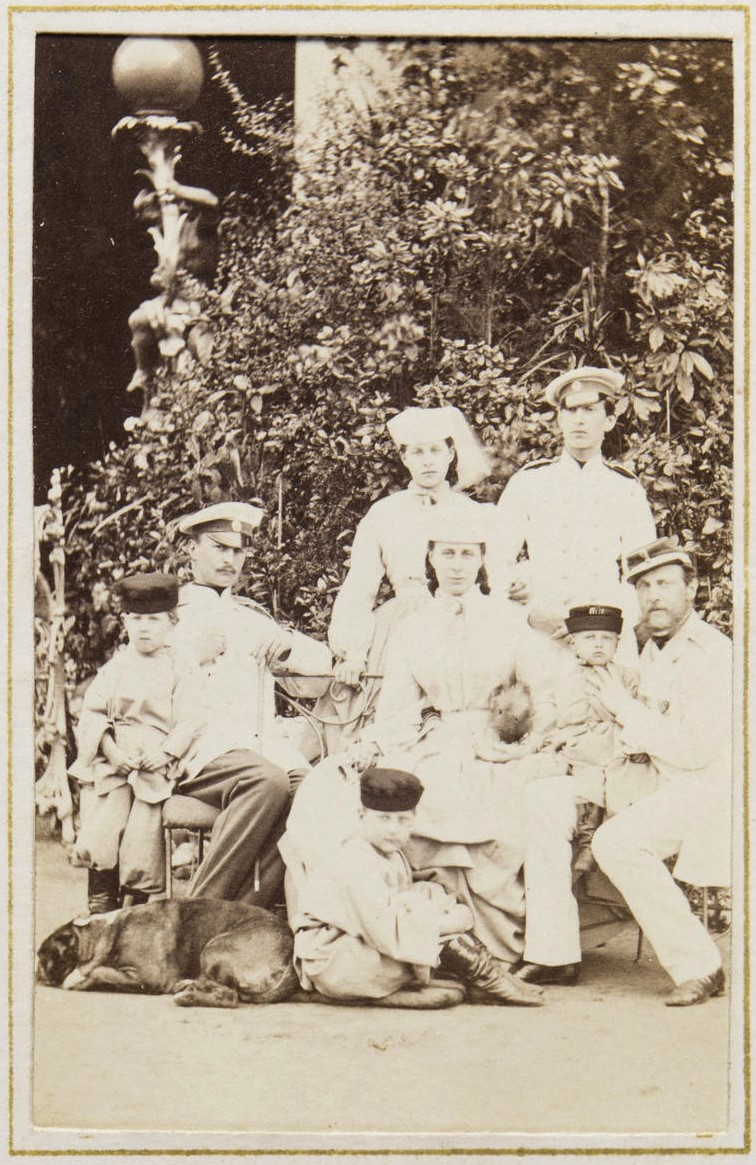
Constantino com a sua esposa e filhos

Constantino era um pai atencioso. Em 1867, a sua filha mais velha, Olga, casou-se com o rei Jorge I da Grécia. Tinha apenas dezasseis anos e Constantino mostrou-se a principio reticente em a deixar casar tão nova. Em Julho de 1868, o primeiro filho de Olga nasceu e recebeu o nome de Constantino em honra do avô. O inicio da família da sua filha coincidiu com a crise no casamento de Constantino.
Apesar de ter apenas quarenta anos, as lutas e viagens de Constantino na década anterior fizeram-no envelhecer precocemente. Como Alexandre II se afastou das reformas que tinham marcado a sua primeira década no trono, a influência de Constantino começou a esmorecer e ele passou a centrar-se mais na sua vida pessoal. Após vinte anos de casamento tinha-se afastado da sua esposa e as suas divergências políticas e pessoais começaram a destruir lentamente as bases do seu casamento. Alexandra Iosifovna era conservadora e o seu marido liberal, e ela absorvia-se na sua própria beleza e misticismo. Não demorou muito até Constantino decidir procurar conforto noutro lugar.
Em finais da década de 1860, Constantino começou um caso extraconjugal do qual nasceu uma filha, Maria Condousso. Na década de 1880, Maria foi enviada para a Grécia, tornando-se dama-de-companhia da sua meia-irmã, a rainha Olga. Eventualmente casou-se com um bancário grego. Pouco depois do nascimento de Maria, Constantino lançou-se noutra aventura. Por volta de 1868 começou a seduzir uma jovem dançarina do Conservatório de São Petersburgo chamada Vasilievna Kousnetzova, filha ilegítima da bailarina Tatiana Markianovna Kuosnetzova e do actor Vassili Andreevich Karatyguine e vinte anos mais nova que Constantino. A princípio ela resistiu aos avanços dele, mas em 1873 deu à luz o seu filho. Seguir-se-iam mais quatro.
Constantino comprou uma grande e elegante casa à sua segunda família perto do seu palácio em Pavlovsk, mantendo-os a curta distância da sua esposa legitima a quem se referia como “esposa de assuntos governamentais”. Mais uma vez o grão-duque deu razões aos seus inimigos e à sociedade (que se pôs do lado da sua esposa sofredora) para o odiarem.
Em 1874 rebentou o escândalo quando foi descoberto que o filho mais velho de Constantino, o grão-duque Nicolau Constantinovich, que tinha vivido uma vida desenfreada e ideais revolucionários, tinha roubado diamantes valiosos de um ícone no quarto de Alexandra Iosifovna com a ajuda da sua amante, uma cortesã americana. O seu filho de vinte-e-quatro anos foi julgado e declarado culpado, sendo considerado louco e banido para a Ásia Central onde ficaria o resto da vida. Constantino sofreu outro golpe quando o seu filho Viacheslav morreu inesperadamente aos dezasseis anos de idade de uma hemorragia cerebral.

## Reforma

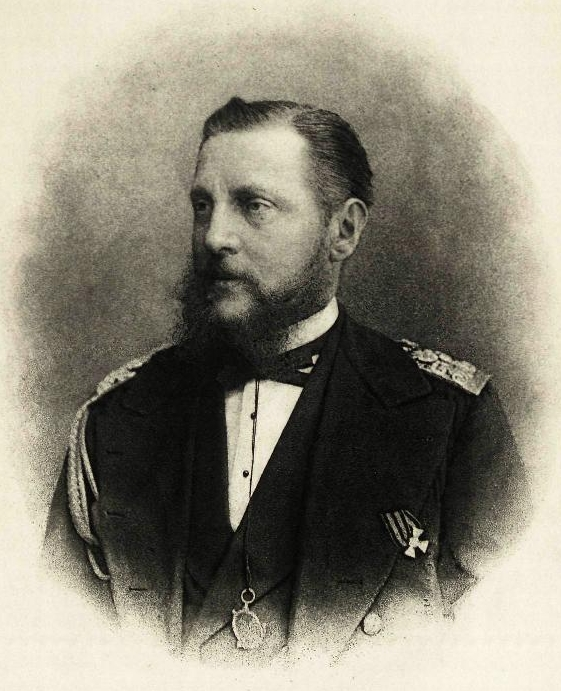
Constantino.

Desde 1865 que Constantino se tinha esforçado por conceder uma constituição à Rússia. Como presidente do Conselho de Estado, ajudou a preparar uma proposta para uma assembleia eleitoral que Alexandre II iria aprovar no dia do seu assassinato. Para Constantino e os seus colegas reformadores, as suas esperanças acabaram em poucos meses depois de o novo imperador subir ao trono. Alexandre III destruiu o documento elaborado com grande esforço e, como nunca gostara particularmente do tio que via como um desprezível liberal, pediu-lhe que apresentasse a sua reforma. Constantino recusou retirar-se, afirmando que o seu pai o tinha educado para o servir a ele, ao seu irmão assassinado e aos seus sucessores, pretendendo servir o seu sobrinho com tanta fé e energia como tinha servido o irmão. Esta não era a resposta que Alexandre III tinha antecipado e da segunda vez que se dirigiu ao seu tio não apresentou as suas intenções como um pedido, mas sim como uma ordem. Após dezasseis anos como presidente do Conselho de Estado, Constantino foi expulso do escritório e substituído pelo seu irmão mais novo, o mais influenciável grão-duque Miguel Nikolaevich da Rússia. Alexandre III também o retirou do Departamento Naval, substituindo-o pelo seu irmão e sobrinho de Constantino, o grão-duque Alexis Alexandrovich da Rússia. Constantino deixou de ser bem-vindo na corte.
A dispensa foi um fardo pesado para o ainda energético Constantino, deixando-o sem nenhum papel importante. Era um entusiasta jogador de xadrez e os passatempos de xadrez que desenhou foram publicados por vários jornais internacionais, mas isso não substituía a posição que tinha ocupado anteriormente. O grão-duque começou a passar mais tempo com a sua segunda família, humilhando ainda mas a sua esposa legitima. Sem nada para fazer, Constantino começou a passar menos tempo em Pavlovsk, viajando com frequência para o estrangeiro ou para a sua propriedade na Crimeiaque foi destruída por um incêndio em Agosto de 1881. O palácio nunca foi reconstruído e Constantino passou a viver num pavilhão de madeira. A tragédia voltou a atingi-lo enquanto ele vivia lá. Em Abril de 1885, dois dos seus filhos ilegítimos morreram com poucos dias de diferença de Escarlatina. Das cinco crianças que teve com a sua amante, apenas as duas raparigas, Mariana e Anna, sobreviveram. Constantino passou a dedicar-lhes toda a sua atenção. Era também muito chegado à sua filha mais velha, Olga, que visitou na Grécia em 1883. O seu neto, o príncipe Cristóvão da Grécia e Dinamarca, recordou a sua voz aguçada e alta, que Constantino gostava de utilizar normalmente para novos empregados e na presença de convidados. Sem razão alguma, o grão-duque costumava olhar para os novos empregados e depois gritar o nome deles. Alguns dos empregados antigos eram chamados para a partida e permaneciam calmos enquanto os outros ficavam aterrorizados com o seu novo patrão que se divertia com as suas expressões de terror.

## Últimos anos
Em 1886, Constantino ficou furioso quando Alexandre III restringiu o título de grão-duque apenas aos filhos e netos de imperadores, o que significava que os seus netos apenas receberiam o título de príncipes ou princesas da Rússia, mas não pôde fazer nada para o impedir. Tinha sido excluído da sociedade e Alexandre III apenas chamou o tio à corte quando a neta de Constantino, a princesa Alexandra Georgievna da Grécia e Dinamarca, se casou com o seu sobrinho Paulo Alexandrovich.
No inicio de Agosto de 1889, Constantino teve um grave ataque cardíaco que o deixou paralítico da cintura para baixo e incapaz de falar. A perda da sua saúde atingiu-o particularmente. Como inválido, passou a depender dos seus ajudantes e ficou preso a uma cadeira de rodas. Constantino recebeu também cuidados da sua esposa legítima que teve uma espécie de vingança pela sua infidelidade e humilhações passadas. Alexandra Iosifovna não expulsou a amante e filhos ilegítimos do marido da casa que habitavam perto da sua, mas garantiu que os ajudantes de Constantino não o levassem até lá.
Constantino tentou em vão convence-los a levá-lo até à sua segunda família, mas eles tinham ordens severas para não o fazer e por isso fingiam não compreender os desejos do seu patrão. Um dia, sem que ninguém o conseguisse impedir, Constantino agarrou no cabelo da esposa e bateu-lhe com um pau.
Constantino Nikolaevich morreu no dia 13 de Janeiro de 1892 em Pavlovsk. Antes de morrer, a sua esposa convidou a amante e as suas duas filhas para o verem pela última vez.

## Descendência
Do seu casamento com a grã-duquesa Alexandra Iossifovna teve os seguintes filhos:
1. Nicolau Constantinovich da Rússia (14 de fevereiro de 1850 – 26 de janeiro de 1918), casado com Nadedja Alexandrovna von Dreyer; com descendência.
2. Olga Constantinovna da Rússia (3 de setembro de 1851 – 18 de junho de 1926), casada com o rei Jorge I da Grécia; com descendência.
3. Vera Constantinovna da Rússia (16 de fevereiro de 1854 – 11 de abril de 1912), casada com o duque Eugénio de Württemberg; com descendência.
4. Constantino Constantinovich da Rússia (22 de agosto de 1858 – 15 de junho de 1915), casado com a princesa Isabel de Saxe-Altemburgo; com descendência.
5. Dmitri Constantinovich da Rússia (13 de junho de 1860 – 28 de janeiro de 1919), nunca se casou nem teve filhos. Assassinado por bolcheviques.
6. Vyacheslav Constantinovich da Rússia (13 de julho de 1862 – 27 de fevereiro de 1879), morreu aos dezasseis anos de idade com uma hemorragia cerebral.

Com a sua amante Anna Kuznetsova teve também os seguintes filhos:
1. Sergey Konstantinovich Knyazev (1873–1873)
2. Marina Konstantinovna Knyazeva (8 de dezembro de 1875 – 8 de junho de 1941), casada com Alexander Pavlovich Yershov.
3. Anna Konstantinovna Knyazeva (16 de março de 1878 – 5 de fevereiro de 1920), morreu de febre tifóide; casada com Nikolay Nikolayevich Lyalin; com descendência.
4. Izmail Konstantinovich Knyazev (1879–1885); morreu de escarlatina.
5. Lev Konstantinovich Knyazev (1883–1885); morreu de escarlatina.

## Genealogia
| Constantino Nikolaevich da Rússia | Pai: Nicolau I da Rússia                       | Avô paterno: Paulo I da Rússia                                | Bisavô paterno: Pedro III da Rússia                    |
| Constantino Nikolaevich da Rússia | Pai: Nicolau I da Rússia                       | Avô paterno: Paulo I da Rússia                                | Bisavó paterna: Catarina, a Grande                     |
| Constantino Nikolaevich da Rússia | Pai: Nicolau I da Rússia                       | Avó paterna: Maria Feodorovna (Sofia Doroteia de Württemberg) | Bisavô paterno: Frederico II Eugénio de Württemberg    |
| Constantino Nikolaevich da Rússia | Pai: Nicolau I da Rússia                       | Avó paterna: Maria Feodorovna (Sofia Doroteia de Württemberg) | Bisavó paterna: Sofia Doroteia de Brandemburgo-Schwedt |
| Constantino Nikolaevich da Rússia | Mãe: Alexandra Feodorovna (Carlota da Prússia) | Avô materno: Frederico Guilherme III da Prússia               | Bisavô materno: Frederico Guilherme II da Prússia      |
| Constantino Nikolaevich da Rússia | Mãe: Alexandra Feodorovna (Carlota da Prússia) | Avô materno: Frederico Guilherme III da Prússia               | Bisavó materna: Frederica Luísa de Hesse-Darmstadt     |
| Constantino Nikolaevich da Rússia | Mãe: Alexandra Feodorovna (Carlota da Prússia) | Avó materna: Luísa de Mecklemburgo-Strelitz                   | Bisavô materno: Carlos II de Mecklemburgo-Strelitz     |
| Constantino Nikolaevich da Rússia | Mãe: Alexandra Feodorovna (Carlota da Prússia) | Avó materna: Luísa de Mecklemburgo-Strelitz                   | Bisavó materna: Frederica de Hesse-Darmstadt           |